# Sid Hemphill
Sid Hemphill (* 1876 in Como, Mississippi; † 1963 in Senatobia, Mississippi) war ein US-amerikanischer Bluesmusiker.
Hemphill spielte zahlreiche Instrumente, darunter Fiddle, Banjo, Gitarre, Maultrommel, Klavier, Orgel, Panflöte (Quills) und die Fife – eine aus Schilfrohr selbstgemachte einfache Querflöte. Alan Lomax nahm 1942 in Sledge 22 Titel des blinden Musikers auf. 1959 kamen zwei weitere Aufnahmen dazu.
Mit befreundeten Musikern, darunter Lucius Smith und Alex Askew, spielte Hemphill eine Mischung aus westafrikanischen Rhythmen und europäischen Einflüssen, teils Appalachen-Stringband, teils Fife-and-Drum-Band. Einer der wenigen vergleichbaren Musiker ist Othar Turner, der aus der gleichen Tradition stammte.